# Thomas Faed
Thomas Faed (8 de junio de 1826 - 17 de agosto de 1900) fue un pintor escocés, nació en Gatehouse of Fleet, Kirkcudbrightshire, y fue hermano de John Faed. 

## Biografía
Faed estudió en la escuela de diseño de Edinburgh y fue elegido como miembro de la Royal Scottish Academy en 1849. Se mudó a Londres tres años más tarde, se convirtió en socio de la Royal Academy en 1861, en 1864 se convirtió en miembro de la academia, y se retiró en 1893. Tuvo bastante éxito pintando escenas domésticas. 
Tres de sus obras, The Silken Gown, Faults on Both Sides y The Highland Mother están en Tate. Murió en Londres en 1900.